# Premiul Oscar pentru cea mai bună coloană sonoră
Premiul Oscar pentru cea mai bună coloană sonoră este unul dintre premiile Oscar acordate de „Academy of Motion Picture Arts and Sciences”. A fost acordat prima dată în 1936, pentru un film din 1935.

## Anii 2020
- 2024 – Brutalistul – Daniel Blumberg
- 2023 – Oppenheimer – Ludwig Göransson
- 2022 – Nimic nou pe frontul de vest – Volker Bertelmann
- 2021 – Dune – Hans Zimmer
- 2020/21 – Soul – Trent Reznor, Atticus Ross & Jon Batiste

## Anii 2010
- 2019 - Joker - Hildur Guðnadóttir
- 2018 - Black Panther - Ludwig Göransson
- 2017 - The Shape of Water - Alexandre Desplat
- 2016 - The Hateful Eight - Ennio Morricone
- 2015 - The Grand Budapest Hotel - Alexandre Desplat
- 2014 - Gravity - Steven Price
- 2013 - Life of Pi - Mychael Danna
- 2012 - Artistul - Ludovic Bource
- 2011 - The Social Network - Trent Reznor, Atticus Ross
- 2010 - Up - Michael Giacchino

## Anii 2000
- 2009 - Slumdog Millionaire - A.R. Rahman
- 2008 - Atonement - Dario Marianelli
- 2007 - Babel - Gustavo Santaolalla
- 2006 - Brokeback Mountain - Gustavo Santaolalla
- 2005 - Finding Neverland - Jan A.P. Kaczmarek
- 2004 - The Lord of the Rings: The Return of the King - Howard Shore
- 2003 - Frida - Elliot Goldenthal
- 2002 - The Lord of the Rings: The Fellowship of the Ring - Howard Shore
- 2001 - Wo hu cang long (Crouching Tiger, Hidden Dragon) - Tan Dun
- 2000 - Le Violon Rouge - John Corigliano

## Anii 1990
- 1999
  - La Vita E Bella - Nicola Piovani (cea mai bună coloană sonoră dramatică)
  - Shakespeare In Love - Stephen Warbeck (cea mai bună coloană sonoră pentru comedie sau muzical)
- 1998
  - Titanic - James Horner (cea mai bună coloană sonoră dramatică)
  - The Full Monty - Anne Dudley (cea mai bună coloană sonoră pentru comedie sau muzical)
- 1997
  - The English Pacient - Gabriel Yared (cea mai bună coloană sonoră dramatică)
  - Emma - Rachel Portman (cea mai bună coloană sonoră pentru comedie sau muzical)
- 1996
  - Il Postino - Luis Enríquez Bacalov (cea mai bună coloană sonoră dramatică)
  - Pocahontas - Alan Menken; Stephen Schwartz (cea mai bună coloană sonoră pentru comedie sau muzical)
- 1995 - The Lion King - Hans Zimmer
- 1994 - Schindler's List - John Williams
- 1993 - Aladdin - Alan Menken
- 1992 - Beauty and the Beast - Alan Menken
- 1991 - Dances With Wolves - John Barry
- 1990 - The Little Mermaid - Alan Menken

## Anii 1980
- 1989 - The Milagro Beanfield War - David Grusin
- 1988 - The Last Emperor - Ryuichi Sakamoto, David Byrne, Cong Su
- 1987 - 'Round Midnight - Herbie Hancock
- 1986 - Out of Africa - John Barry
- 1985
  - A Passage to India - Maurice Jarre (cea mai bună coloană sonoră originală)
  - Purple Rain - Prince (cea mai bună coloană sonoră adaptată)
- 1984
  - The Right Stuff - Bill Conti (cea mai bună coloană sonoră originală)
  - Yentl - Michel Legrand, Alan Bergman, Marilyn Bergman (cea mai bună coloană sonoră adaptată)
- 1983
  - E.T. The Extra-Terrestrial - John Williams (cea mai bună coloană sonoră originală)
  - Victor/Victoria - Henry Mancini (cea mai bună coloană sonoră adaptată)
- 1982 - Chariots of Fire - Vangelis
- 1981 - Fame - Michael Gore
- 1980
  - The Little Romance - Georges Delerue (cea mai bună coloană sonoră originală)
  - All That Jazz - Ralph Burns (cea mai bună coloană sonoră adaptată)

## Anii 1970
- 1979
  - Midnight Express - Giorgio Moroder (cea mai bună coloană sonoră originală)
  - The Buddy Holly Story - Joe Renzetti (cea mai bună coloană sonoră adaptată)
- 1978
  - Star Wars - John Williams (cea mai bună coloană sonoră originală)
  - A Little Night Music - Jonathan Tunick (cea mai bună coloană sonoră adaptată)
- 1977
  - The Omen - Jerry Goldsmith (cea mai bună coloană sonoră originală)
  - Bound for Glory - Leonard Rosenman (cea mai bună coloană sonoră adaptată)
- 1976
  - Jaws - John Williams (cea mai bună coloană sonoră originală)
  - Barry Lyndon - Leonard Rosenman (cea mai bună coloană sonoră adaptată)
- 1975
  - The Godfather Part II - Nino Rota, Carmine Copolla (cea mai bună coloană sonoră originală)
  - The Great Gatsby - Nelson Riddle (cea mai bună coloană sonoră adaptată)
- 1974
  - The Way We Were - Marvin Hamlisch (cea mai bună coloană sonoră originală)
  - The Sting - Marvin Hamlisch (cea mai bună coloană sonoră adaptată)
- 1973
  - Limelight - Charles Chaplin, Raymond Rasch, Larry Russell (cea mai bună coloană sonoră originală)
  - Cabaret - Ralph Burns (cea mai bună coloană sonoră adaptată)
- 1972
  - Summer of '42 - Michel Legrand (cea mai bună coloană sonoră originală)
  - Fiddler on the Roof - John Williams (cea mai bună coloană sonoră adaptată)
- 1971
  - Love Story - Francis Lay (cea mai bună coloană sonoră originală)
  - Let It Be - The Beatles (cea mai bună coloană sonoră adaptată)
- 1970
  - Butch Cassidy and the Sundance Kid - Burt Bacharach (cea mai bună coloană sonoră originală)
  - Hello, Dolly! - Lennie Hayton, Lionel Newman (cea mai bună coloană sonoră adaptată)

## Anii 1960
- 1969
  - The Lion In Winter - John Barry (cea mai bună coloană sonoră originală)
  - Oliver! - John Green (cea mai bună coloană sonoră adaptată)
- 1968
  - Thoroughly Modern Millie - Elmer Bernstein (cea mai bună coloană sonoră originală)
  - Camelot - Alfred Newman, Ken Darby (cea mai bună coloană sonoră adaptată)
- 1967
  - Born Free - John Barry (cea mai bună coloană sonoră originală)
  - A Funny Thing Happened on the Way to the Forum - Ken Thorne (cea mai bună coloană sonoră adaptată)
- 1966
  - Doctor Zhivago - Maurice Jarre (cea mai bună coloană sonoră originală)
  - The Sound of Music - Irwin Kostal (cea mai bună coloană sonoră adaptată)
- 1965
  - Mary Poppins - Richard M. Sherman, Robert B. Sherman (cea mai bună coloană sonoră originală)
  - My Fair Lady - Andre Previn (cea mai bună coloană sonoră adaptată)
- 1964
  - Tom Jones - John Addison (cea mai bună coloană sonoră originală)
  - Irma La Douce - Andre Previn (cea mai bună coloană sonoră adaptată)
- 1963
  - Lawrence of Arabia - Maurice Jarre (cea mai bună coloană sonoră originală)
  - The Music Man - Ray Heindorf (cea mai bună coloană sonoră adaptată)
- 1962
  - Breakfast at Tiffany's - Henry Mancini (cea mai bună coloană sonoră pentru o dramă/comedie)
  - West Side Story - Saul Chaplin, Johnny Green, Sid Ramin, Irwin Kostal (cea mai bună coloană sonoră pentru un film muzical)
- 1961
  - Exodus - Ernest Gold (cea mai bună coloană sonoră pentru o dramă/comedie)
  - Song without End (The Story of Franz Liszt) - Morris Stoloff, Harry Sukman (cea mai bună coloană sonoră pentru un film muzical)
- 1960
  - Ben-Hur - Miklós Rózsa (cea mai bună coloană sonoră pentru o dramă/comedie)
  - Porgy and Bess - Andre Previn, Ken Darby (cea mai bună coloană sonoră pentru un film muzical)

## Anii 1950
- 1959
  - The Old Man and the Sea - Dimitri Tiomkin (cea mai bună coloană sonoră pentru o dramă/comedie)
  - Gigi - Andre Previn (cea mai bună coloană sonoră pentru un film muzical)
- 1958
  - The Bridge on the River Kwai - Malcolm Arnold (cea mai bună coloană sonoră originală)
- 1957
  - Around the World In Eighty Days - Victor Young (cea mai bună coloană sonoră pentru o dramă/comedie)
  - The King and I - Alfred Newman, Ken Darby (cea mai bună coloană sonoră pentru un film muzical)
- 1956
  - Love Is a Many-Splendored Thing - Alfred Newman (cea mai bună coloană sonoră pentru o dramă/comedie)
  - Oklahoma! - Robert Russell Bennett, Jay Blackton, Adolph Deutsch (cea mai bună coloană sonoră pentru un film muzical)
- 1955
  - The High and the Mighty - Dimitri Tiomkin (cea mai bună coloană sonoră pentru o dramă/comedie)
  - Seven Brides for Seven Brothers - Adolph Deutsch, Saul Chaplin (cea mai bună coloană sonoră pentru un film muzical)
- 1954
  - Lili - Bronislau Kaper (cea mai bună coloană sonoră pentru o dramă/comedie)
  - Call Me Madam - Alfred Newman (cea mai bună coloană sonoră pentru un film muzical)
- 1953
  - High Noon - Dimitri Tiomkin (cea mai bună coloană sonoră pentru o dramă/comedie)
  - With A Song In My Heart - Alfred Newman (cea mai bună coloană sonoră pentru un film muzical)
- 1952
  - A Place In The Sun - Franz Waxman (cea mai bună coloană sonoră pentru o dramă/comedie)
  - An American In Paris - Johnny Green, Saul Chaplin (cea mai bună coloană sonoră pentru un film muzical)
- 1951
  - Sunset Boulevard - Franz Waxman (cea mai bună coloană sonoră pentru o dramă/comedie)
  - Annie Get Your Gun - Adolph Deutsch, Roger Edens (cea mai bună coloană sonoră pentru un film muzical)
- 1950
  - The Heiress - Aaron Copland (cea mai bună coloană sonoră pentru o dramă/comedie)
  - On The Town - Roger Edens, Lennie Hayton (cea mai bună coloană sonoră pentru un film muzical)

## Anii 1940
- 1949
  - The Red Shoes - Brian Easdale (cea mai bună coloană sonoră pentru o dramă/comedie)
  - Parada de Paște - Johnny Green, Roger Edens (cea mai bună coloană sonoră pentru un film muzical)
- 1948
  - A Double Life - Miklós Rózsa (cea mai bună coloană sonoră pentru o dramă/comedie)
  - Mother Wore Tights - Alfred Newman (cea mai bună coloană sonoră pentru un film muzical)
- 1947
  - The Best Years Of Our Lives - Hugo Friedhofer (cea mai bună coloană sonoră pentru o dramă/comedie)
  - The Jolson Story - Morris Stoloff (cea mai bună coloană sonoră pentru un film muzical)
- 1946
  - Spellbound - Miklós Rózsa (cea mai bună coloană sonoră pentru o dramă/comedie)
  - Anchors Aweight - Georgie Stoll (cea mai bună coloană sonoră pentru un film muzical)
- 1945
  - Since You Went Away - Max Steiner (cea mai bună coloană sonoră pentru o dramă/comedie)
  - Cover Girl - Morris Stoloff și Carmen Dragon (cea mai bună coloană sonoră pentru un film muzical)
- 1944
  - The Song of Bernadette - Alfred Newman (cea mai bună coloană sonoră pentru o dramă/comedie)
  - This Is The Army - Ray Heindorf (cea mai bună coloană sonoră pentru un film muzical)
- 1943
  - Now, Voyager - Max Steiner (cea mai bună coloană sonoră pentru o dramă/comedie)
  - Yankee Doodle Dandy - Ray Heindorf, Heinz Roemheld (cea mai bună coloană sonoră pentru un film muzical)
- 1942
  - All That Money Can Buy - Bernard Hermann (cea mai bună coloană sonoră pentru o dramă)
  - Dumbo - Frank Churchill, Oliver Wallace (cea mai bună coloană sonoră pentru un film muzical)
- 1941 - Pinocchio - Leigh Harline, Paul J. Smith și Ned Washington
- 1940 - The Wizard of Oz - Herbert Stothart

## Anii 1930
- 1939 - The Adventures of Robin Hood - Erich Wolfgang Korngold
- 1938 - One Hundred Men and a Girl - Charles Previn
- 1937 - Anthony Adverse - Erich Wolfgang Korngold
- 1936 - The Informer - Max Steiner
- 1935 - One Night of Love - Victor Schertzinger și Gus Kahn

## Cele mai multe nominalizări
1. John Williams (49)
2. Alfred Newman (43)
3. Max Steiner (24)
4. Victor Young (17)
5. Jerry Goldsmith (17)
6. Ray Heindorf (17)
7. Morris Stoloff (17)
8. Miklos Rozsa (16)
9. Alex North (14)
10. Dimitri Tiomkin (14)

## Cele mai multe premii câștigate
1. Alfred Newman (9)
2. John Williams (5)
3. John Barry (4)
4. Johnny Green (4)
5. Alan Menken (4)
6. André Previn (4)
7. Max Steiner (3)
8. Saul Chaplin (3)
9. Ken Darby (3)
10. Adolph Deutsch (3)
11. Roger Edens (3)
12. Ray Heindorf (3)
13. Maurice Jarre (3)
14. Miklos Rozsa (3)
15. Morris Stoloff (3)
16. Dimitri Tiomkin (3)